# Champions Cup (кёрлинг)
Champions Cup (по названию титульного спонсора - KIOTI Champions Cup), — это ежегодный коммерческий турнир по кёрлингу среди мужчин и женщин, который является одним из шести соревнований, входящих в Большой шлем по кёрлингу. Это один из последних в сезоне турниров Большого шлема и Мирового тура.
Турнир будет поставлен на паузу (не будет проводиться) в сезоне 2023–24 годов.

## Формат
В чемпионате KIOTI Champions Cup принимают участие 12 мужских и 12 женских команд.
И мужской и женский дивизионы разделены на две группы по шесть команд. Игры проводятся по круговой системе.
Шесть лучших команд выходят в следующий раунд, который проводится по Олимпийской системе. Победители групп выходят сразу в полуфинал, а вторые и третьи места - в четвертьфинал.
Сетка плей-офф сбрасывается после каждого раунда, то есть команда, занявшая первое место, всегда будет играть с самым низким местом по итогам группового этапа.

## Квалификация
К участию приглашают 12 мужских и 12 женских команд, которые победили в следующих турнирах (представлены в порядке первоочередности отбора):
| Мужские турниры | Женские турниры |
| --- | --- |
| - Princess Auto Players' Championship (турнир прошлого сезона) - KIOTI Champions Cup (турнир прошлого сезона) - Чемпионат мира по кёрлингу среди мужчин (турнир прошлого сезона) - Чемпионат Европы по кёрлингу - BOOST National - HearingLife Tour Challenge Лига 1 - HearingLife Tour Challenge Лига 2 - WFG Masters - Co-op Canadian Open - Чемпионат Канады по кёрлингу среди мужчин - Чемпионат США по кёрлингу среди мужчин - PointsBet Invitational - SCT Players Championship - ATB Okotoks Classic - Nufloors Penticton Curling Classic - Red Deer Curling Classic - Curling Stadium Alberta Curling Series: Major - Swiss Cup Basel - Mercure Perth Masters - Euro Super Series - Stu Sells Toronto Tankard - Oslo Cup - IG Wealth Management Western Showdown - Aberdeen International Curling Championship - Curling Stadium Martensville International - DEKALB Superspiel - Stu Sells Brantford NISSAN Classic | - Princess Auto Players' Championship (турнир прошлого сезона) - KIOTI Champions Cup (турнир прошлого сезона) - Чемпионат мира по кёрлингу среди женщин (турнир прошлого сезона) - Чемпионат Европы по кёрлингу - BOOST National - HearingLife Tour Challenge Лига 1 - HearingLife Tour Challenge Лига 2 - WFG Masters - Co-op Canadian Open - Чемпионат Канады по кёрлингу среди женщин - Чемпионат США по кёрлингу среди женщин - PointsBet Invitational - RBC Dominion Securities Western Showdown - Curlers Corner Autumn Gold Curling Classic - Prism Flow Red Deer Curling Classic - Saville Shoot-Out - Curling Stadium Martensville International - DEKALB Superspiel - Oslo Cup - Stu Sells Toronto Tankard - Summer Series - Curling Stadium Alberta Curling Series: Major - Stu Sells Brantford NISSAN Classic - Karuizawa International - Stu Sells 1824 Halifax Classic - North Grenville Fall Classic - Sun City Cup |

На турнире Champions Cup не предусмотрено место для команд по приглашению спонсоров.

## Победители

### Мужчины
| Год  | Победитель                                                      | Финалист                                                      | Место                   | Призовой фонд (CAD) |
| ---- | --------------------------------------------------------------- | ------------------------------------------------------------- | ----------------------- | ------------------- |
| 2016 | Рид Карразерс, Брэйден Москови, Derek Samagalski, Colin Hodgson | Джон Эппинг, Mat Camm, Патрик Джэнссен, Tim March             | Sherwood Park, Альберта | $100 000            |
| 2017 | Брэд Джейкобс, Райан Фрай, Эрик Харнден, Райан Харнден          | Кевин Куи, Кеннеди, Марк, Брент Лэинг, Бен Хеберт             | Калгари, Альберта       | $100 000            |
| 2018 | Брэд Гушу, Марк Николс, Бретт Галлант, Уокер, Джефф             | Гленн Ховард, Adam Spencer, David Mathers, Ховард, Скотт      | Калгари, Альберта       | $100 000            |
| 2019 | Брендан Боттчер, Даррен Молдинг, Брэдли Тиссен, Каррик Мартин   | Кевин Куи, Би Джей Ньюфелд, Колтон Флеш, Бен Хеберт           | Саскатун, Саскачеван    | $125 000            |
| 2020 | Отменен                                                         | Отменен                                                       | Отменен                 | Отменен             |
| 2021 | Брюс Моуэт, Грант Харди, Бобби Лэмми, Макмиллан, Хэмми          | Брендан Боттчер, Даррен Молдинг, Брэдли Тиссен, Каррик Мартин | Калгари, Альберта       | $150 000            |
| 2022 | Брэд Гушу, Марк Николс, Бретт Галлант, Уокер, Джефф             | Кевин Куи, Моррис, Джон, Би Джей Ньюфелд Бен Хеберт           | Olds, Альберта          | $105 000            |
| 2023 | Брендан Боттчер, Кеннеди, Марк, Бретт Галлант, Бен Хеберт       | Брэд Гушу, Марк Николс, Эрик Харнден, Уокер, Джефф            | Реджайна                | $105 000            |

### Женщины
| Год  | Победитель                                                               | Финалист                                                                 | Место                   | Призовой фонд (CAD) |
| ---- | ------------------------------------------------------------------------ | ------------------------------------------------------------------------ | ----------------------- | ------------------- |
| 2016 | Джонс, Дженнифер, Кейтлин Лоус, Джилл Оффисер, Дон Макьюэн               | Рейчел Хоман, Эмма Мискью, Джоанн Кортни, Лиза Уигл                      | Sherwood Park, Альберта | $100 000            |
| 2017 | Рейчел Хоман, Эмма Мискью, Сара Уилкс, Лиза Уигл                         | Анна Хассельборг, Сара Макманус, Агнес Кнохенхауэр, София Мабергс        | Калгари, Альберта       | $100 000            |
| 2018 | Рейчел Хоман, Эмма Мискью, Джоанн Кортни, Лиза Уигл                      | Керри Эйнарсон, Селена Ньегован, Лиз Файф, Кристин Маккуиш               | Калгари, Альберта       | $100 000            |
| 2019 | Алина Пец, Сильвана Тиринцони (скип), Эстер Нойеншвандер, Мелани Барбеза | Керри Эйнарсон, Валери Свитинг, Шэннон Бёрчард, Бриан Харрис             | Саскатун, Саскачеван    | $125 000            |
| 2020 | Отменен                                                                  | Отменен                                                                  | Отменен                 | Отменен             |
| 2021 | Рейчел Хоман, Эмма Мискью, Сара Уилкс, Джоанн Кортни                     | Алина Пец, Сильвана Тиринцони (скип), Эстер Нойеншвандер, Мелани Барбеза | Калгари, Альберта       | $150 000            |
| 2022 | Керри Эйнарсон, Валери Свитинг, Шэннон Бёрчард, Бриан Харрис             | Ким Ынджи, Ким Мин Джи, Ким Су Джи, Соль Е Ын, Соль Е Джи                | Olds, Альберта          | $105 000            |
| 2023 | Рейчел Хоман, Трэйси Флёри, Эмма Мискью, Рашель Браун                    | Керри Эйнарсон, Валери Свитинг, Шэннон Бёрчард, Дон Макьюэн              | Реджайна                | $105 000            |